# Saint-Michel-de-Llotes
Saint-Michel-de-Llotes är en kommun i departementet Pyrénées-Orientales i regionen Occitanien i södra Frankrike. Kommunen ligger i kantonen Vinça som tillhör arrondissementet Prades. År 2022 hade Saint-Michel-de-Llotes 360 invånare.

## Befolkningsutveckling
Antalet invånare i kommunen Saint-Michel-de-Llotes
| Referens: INSEE |